# Bob Luitweiler
Preston  (Bob) Luitweiler (* 1918; † 13. April 2008 in Bellingham (Washington), USA) war ein US-amerikanischer Pazifist und einer der Gründer der Organisation Servas.

## Leben
Im Zweiten Weltkrieg wurde er in den USA zum Wehrdienst einberufen. Er verweigerte den Dienst mit der Waffe und wurde für seine Überzeugung zu einer Gefängnisstrafe verurteilt. Nach dem Krieg und verbüßter Gefängnisstrafe überlegte er, dass die Vorkommnisse in Hitlerdeutschland sich auf keinen Fall wiederholen dürfen, dass dies aber nicht mit militärischen Mitteln erreicht werden solle, sondern durch Völkerverständigung. Dies war sein Hauptgrund dafür, Servas mit anderen Pazifisten in Dänemark im Jahre 1949 zu gründen. Eine Organisation, die es in der Gründerzeit von Servas ermöglichen sollte, verarmten Deutschen, im benachbarten deutschen Ausland kostenlose Unterkünfte zu vermitteln, um die Deutschen so durch den zwischenmenschlichen Kontakt zu Menschen anderer Nationen von den Naziideen zu befreien. Daraus entstand im Laufe der Jahre ein Weltumspannendes Netz „Servas“, dass Gastgeber und Gäste vermittelt. Bob Luitweiler gründete einige Jahre später noch Servas Indien.